# Gibraltar Range
La Gibraltar Range est une chaîne de montagnes de l'État de Nouvelle-Galles du Sud dans les Northern Tablelands en Australie.

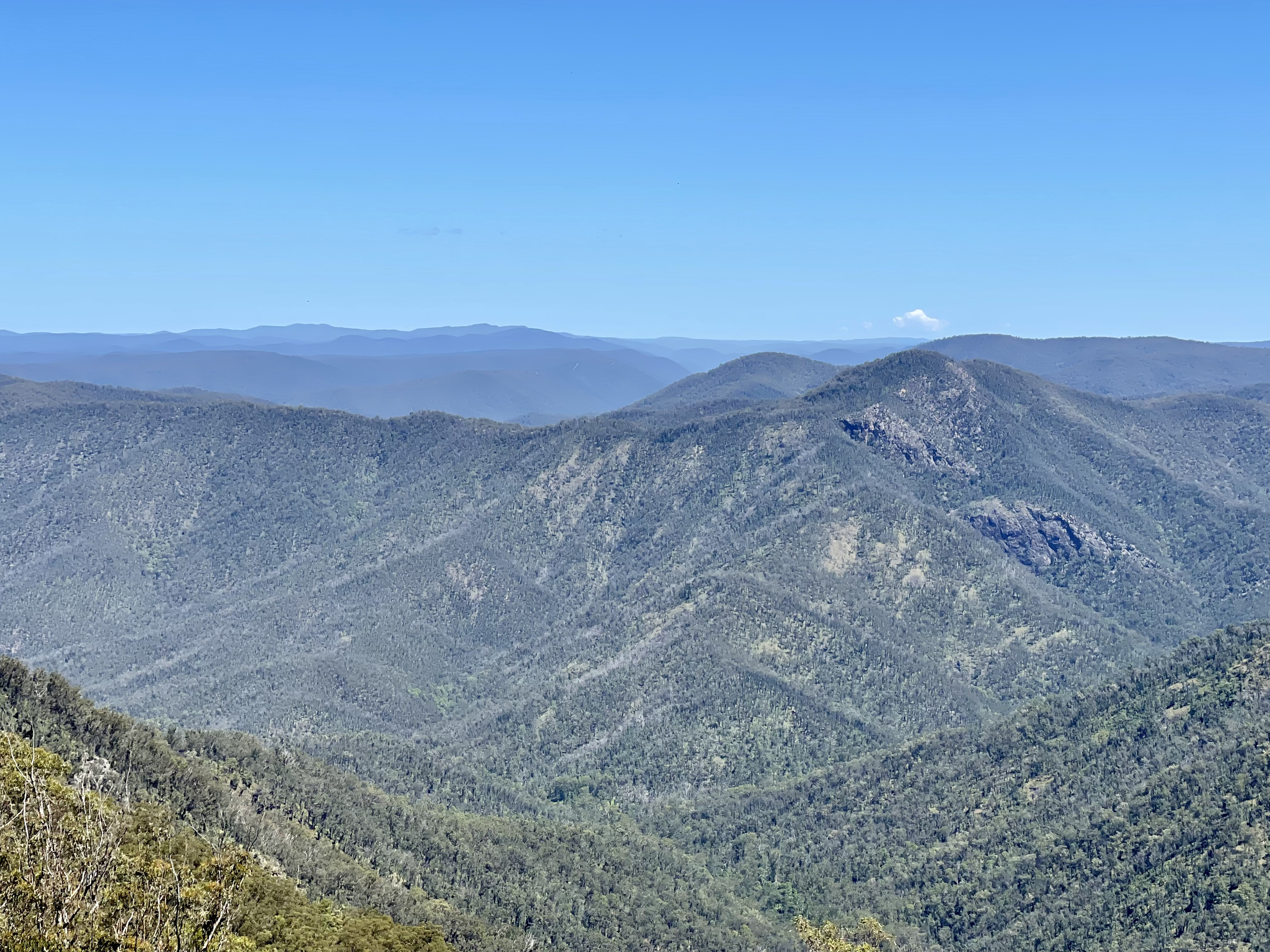
Paysage de la Gibraltar Range dans le parc national homonyme.